# ژرار دباتس
ژرار دباتس (انگلیسی: Gérard Debaets; ۱۷ آوریل ۱۸۹۹ – ۲۷ آوریل ۱۹۵۹) دوچرخه‌سوار اهل بلژیک بود.